# توماس ك. فولي
توماس ك. فولي (بالإنجليزية: Thomas C. Foley)‏ هو دبلوماسي وسياسي أمريكي، ولد في 9 يناير 1952 في إيفانستون في الولايات المتحدة. حزبياً، نشط في الحزب الجمهوري. وقد انتخب سفير الولايات المتحدة لدى أيرلندا ‏.